# Tourtellotte & Hummel
Tourtellotte & Hummel war ein US-amerikanisches Büro für Architektur mit Sitz in Boise, Idaho und Portland, Oregon.
Das Architekturbüro wurde 1896 in Boise durch John E. Tourtellotte gegründet. Er macht 1901 Charles F. Hummel zum Partner John E. Tourtellotte & Company, was jedoch erst im Februar 1902 publik gemacht wurde.  Es dauerte noch bis 1910, dass Hummel auf Augenhöhe mit Tourtellotte gelangt, als nämlich die Firma in Tourtellotte & Hummel geändert wurde. Die beiden Architekten zogen 1913 nach Portland um, behielten allerdings das Büro in Boise als Filiale bei. 1922 trennten sich Tourtellotte und Hummel, doch wurde einer von Hummels Söhnen, Frank K. Hummel, neuer Partner Tourtelottes.
Tourtellotte zog sich 1930 zurück. Hummel führte das Büro unter dem Namen Tourtellotte & Hummel in Portland bis etwa 1934 und in Boise bis 1942 fort. Dann unterbrach der Zweite Weltkrieg die Geschäfte. Hummel nahm diese 1946 als Hummel, Hummel & Jones wieder auf. Das Architekturbüro ist in der Gegenwart als Hummel Architects tätig.

## Werke

### Tourtellotte & Hummel, 1906–1942
- Cathedral of St. John the Evangelist, 707 N 8th Street, Boise, Idaho (1906–1921)
- John Daly House, 1015 W. Hays St., Boise, Idaho (1910)
- Eichelberger Apartments, 612–624 N. 9th St., Boise, Idaho (1910)
- J. H. Gakey House, 1402 W. Franklin St., Boise, Idaho (1910)
- Immanuel M. E. Church, 1406 W. Eastman St., Boise, Idaho (1910)
- M. J. Marks House, 1001 W. Hays St., Boise, Idaho (1910)
- Nampa Department Store, 1307 1st St. S., Nampa, Idaho (1910)
- Fred Reiger Houses, 214 and 216–218 E. Jefferson St., Boise, Idaho (1910)
- Nampa Department Store (einstöckiges Gebäude), im 1300er Block der First St. S., Nampa, Idaho (1910), Teil des Nampa Historic District[3]
- Bruneau Episcopal Church, Benham Rd. & Ruth St., Bruneau, Idaho (1911)
- Chinese Odd Fellows Building, 610–612 Front St., Boise, Idaho (1911)
- John Parker House, 713 W. Franklin St., Boise, Idaho (1911)
- St. Agnes R. C. Church, 204 E. Liberty St., Weiser, Idaho (1911)
- Zurcher Apartments, 102 S. 17th St., Boise, Idaho (1911)
- Collister School, 4426 Catalpa Dr., Boise, Idaho (1912)
- William Sidenfaden House, 906 W. Franklin St., Boise, Idaho (1912)
- Edward Welch House, 1321 E. Jefferson St., Boise, Idaho (1912)
- Boise City National Bank Building (Umbau), 805 W. Idaho St., Boise, Idaho (1913)
- E. F. Hunt House, 49 E. State St., Meridian, Idaho (1913)
- J. W. Jones Building, 104 Main St. NE, Blackfoot, Idaho (1913)
- South Boise Fire Station, 1011 Williams St., Boise, Idaho (1913)
- Elks Temple, 310 Jefferson St., Boise, Idaho (1914)
- Gorby Opera Theater, 128 E. Idaho Ave., Glenns Ferry, Idaho (1914)
- O’Neill Bros. Building, 36 E. Idaho Ave., Glenns Ferry, Idaho (1914)
- St. Charles Borromeo R. C. Church, 311 S. 1st Ave., Hailey, Idaho (1914)
- Our Lady of Limerick R. C. Church, 113 W. Arthur Ave., Glenns Ferry, Idaho (1915)
- Adolph Schreiber House, 524 W. Franklin St., Boise, Idaho (1915)
- Louis Stephan House, 1709 N. 18th St., Boise, Idaho (1915)
- F. P. Ake Building, 106–172 Main St., Mountain Home, Idaho (1916)
- Echo City Hall, 20 S. Bonanza St., Echo, Oregon (1916)
- Wasco School, 903 Barnett Street., Wasco, Oregon (1916)
- Sacred Heart R. C. Church, 608 7th St., Parma, Idaho (1916) – abgerissen
- Administration Building, Idaho State Sanitarium, Nampa, Idaho (1917)
- H. H. Bryant Garage, 11th & Front Sts., Boise, Idaho (1917) – um 1990 abgerissen
- Buildings, Gooding College, Gooding, Idaho (1917, 1920)
- Pilot Butte Inn,[4] 1121 Wall St., Bend, Oregon (1917) – 1973 abgerissen[5]
- A. C. Butterfield House, Jenkins Creek Rd., Weiser, Idaho (1918)
- Nampa Presbyterian Church, 2nd St. & 15th Ave. S., Nampa, Idaho (1918)[6][7]
- H. R. Neitzel House, 705 N. 9th St., Boise, Idaho (1918)
- E. H. Dewey Stores, 1013–1015 1st St. S., Nampa, Idaho (1919)
- Farmers and Merchants Bank Building, 101 11th Ave. S., Nampa, Idaho (1919)
- Nampa and Meridian Irrigation District Office, 1503 1st St. S., Nampa, Idaho (1919)
- Nampa Department Store (zweistöckiges Gebäude), 1307 First St. S., Nampa, Idaho (1919), Bestandteil des Nampa Historic District[3]
- Pedro Echevarria House, 5605 W. State St., Boise, Idaho (1920)
- New Plymouth Congregational Church, 207 Southwest Ave., New Plymouth, Idaho (1920)
- Odd Fellows Home, N. 14th Ave., Caldwell, Idaho (1920)
- Nurses’ Home, St. Alphonsus’ Hospital, 341 W. Washington St., Boise, Idaho (1920–21)
- Women’s Dormitory, Idaho State Industrial School, St. Anthony, Idaho (1920)
- Hotel North Bend, 768 Virginia St., North Bend, Oregon (1921–22)
- Father Lobell House, 125 N. 4th St. E., Mountain Home, Idaho (1921) – um 2010 abgerissen
- Roswell Grade School, State Highway 18 & Stephan Ln., Roswell, Idaho (1921)
- First M. E. Church, 404 12th Ave., Nampa, Idaho (1922–23, 1938)
- Hotel Astoria, 342 14th St., Astoria, Oregon (1922–23)
- J. S. McGinnis Building, 79 N. Commercial St., Glenns Ferry, Idaho (1922)
- Coos Bay City Hall (Old), 375 Central Ave., Coos Bay (1923)
- Coos Bay National Bank Building, 201 Central Ave., Coos Bay, Oregon (1923)
- William Dunbar House, 1500 W. Hays St., Boise, Idaho (1923)
- St. Paul’s Rectory and Sisters’ House, 810 15th Ave. S., Nampa, Idaho (1923)
- H. C. Burnett House, 124 W. Bannock St., Boise, Idaho (1924)
- Lithia Springs Hotel, 212 E. Main St., Ashland, Oregon (1925)
- St. Joseph’s R. C. School, 825 W. Fort St., Boise, Idaho (1925)
- St. Mary’s R. C. Church, 616 Dearborn St., Caldwell, Idaho (1925)
- Franklin School, 5007 Franklin Rd, Boise, Idaho (1926) – abgerissen
- Samuel Hays House (Umbau), 612 W. Franklin St., Boise, Idaho (1926)
- Redwoods Hotel, 310 NW 6th St., Grants Pass (1926)
- Egyptian Theater, 700 W. Main St., Boise, Idaho (1927, zugeschrieben)
- John E. Tourtellotte Building, 210–222 N. 10th St., Boise, Idaho (1927)
- J. C. Palumbo Fruit Co. Warehouse, 633 2nd Ave. S., Payette, Idaho (1928)
- Sacred Heart R. C. Church, 211 E. 1st St, Emmett, Idaho (1928)
- St. Joseph’s R. C. Church, 1st Ave. & Cedar St., Bovill, Idaho (1928)
- Baker City Tower, 1701 Main Street, Baker City, Oregon (1929)
- Bald Mountain Hot Springs Motel, 180 N. Main St., Ketchum, Idaho (1929) – abgerissen
- Billings Memorial Gymnasium, Intermountain Institute, Weiser, Idaho (1929)
- Garfield School, 1914 Broadway Ave., Boise, Idaho (1929)
- Wellman Apartments, 500 W. Franklin St., Boise, Idaho (1929)
- American Legion Chateau, 1508 2nd St. S., Nampa, Idaho (1931)
- Orville Jackson House, 127 S. Eagle Rd., Eagle, Idaho (1932)
- Pine Creek Baptist Church, 210 Main St., Pinehurst, Idaho (1932)
- U. S. Post Office, 106 W. Main St., Weiser, Idaho (1932)
- Boise Gallery of Art, 670 Julia Davis Dr., Boise, Idaho (1934–37)[8]
- Fairbanks Main School, 800 Cushman St., Fairbanks, Alaska (1934)
- Morris Hill Cemetery Mausoleum, Morris Hill Cemetery, Boise, Idaho (1936–37)
- Boise Jr. High School, 1105 N. 13th St., Boise, Idaho (1936) – mit Wayland & Fennell.
- Owyhee County Courthouse, 20381 State Hwy. 78, Murphy, Idaho (1936)
- Cole School Gymnasium, 7145 Fairview Ave., Boise, Idaho (1937) – abgerissen
- Guernsey Dairy Milk Depot, 2419 W. State St., Boise, Idaho (1937)
- St. Mary’s R. C. Church, 2604 W. State St., Boise, Idaho (1937)
- Whitney School (Anbau), 1609 S. Owyhee St., Boise, Idaho (1936) – abgerissen
- John Regan American Legion Hall, 401 W. Idaho St., Boise, Idaho (1939)
- Thompson Mortuary Chapel, 737 Main St., Gooding, Idaho (1939)
- Washington County Courthouse, 256 E. Court St., Weiser, Idaho (1939)
- Administration Building, Boise Jr. College, Boise, Idaho (1940) – mit Wayland & Fennell.
- West Point Grade School, E. 3300 S., Wendell, Idaho (1941)

### Hummel, Hummel & Jones, 1946–?
- St. Joseph’s Gymnasium, 825 W. Fort St., Boise, Idaho (1948)
- St. Joseph’s R. C. School (Addition), 825 W. Fort St., Boise, Idaho (1959)

## Belege
1. ↑  Improvement Bulletin 22 Feb. 1901: 20.
2. ↑  Frank Thomason: Images of America: Boise. 2009.
3. 1 2  Jennifer Eastman Attebery: National Register of Historic Places Inventory/Nomination: Nampa Historic District. National Park Service, 28. Juni 1983, abgerufen am 10. April 2019 (englisch).
4. ↑   Death Summons Noted Architect, 10. Mai 1939, S. 11 (englisch).
5. ↑  Paul Hartwig: National Register of Historic Places Inventory – Nomination Form: Pilot Butte Inn. (PDF) National Park Service, Juni 1972, abgerufen am 10. April 2019 (englisch).
6. ↑  Patricia Wright: Idaho State Historical Society Inventory: Nampa Presbyterian Church. National Park Service, 22. September 1982, abgerufen am 10. April 2019 (englisch).
7. ↑  Patricia Wright: National Register of Historic Places Inventory/Nomination: Tourtellotte & Hummel Architecture Thematic Resources. National Park Service, 22. September 1982, abgerufen am 10. April 2019 (englisch).
8. ↑  Boise Art Museum. In: Idaho Architecture Project. The Idaho Historic Perservation Council, abgerufen am 10. April 2019 (englisch).